# Alexandre Cuvillier
Alexandre Cuvillier (Cucq, 17 giugno 1986) è un calciatore francese, centrocampista del Le Touquet.